# Josep Maria Fullola i Pericot
Josep Maria Fullola i Pericot (Barcelona, 1953) és un arqueòleg català.
És doctor en prehistòria per la Universitat de Barcelona (1978) amb la tesi titulada: La fase media del Paleolítico Superior en el Mediterráneo español. Des de l'any 1981 és professor numerari i des del 1985, catedràtic de Prehistòria de la Universitat de Barcelona, on ha fundat (1986) i dirigeix el Seminari d'Estudis i Recerques Prehistòriques (SERP), entitat que engloba la recerca en matèria de Prehistòria.
El seu camp de la recerca se centra principalment en l'estudi de les societats caçadores recol·lectores del Paleolític, i ha centrat la seva tasca en les fases finals d'aquest període a la conca mediterrània, on ha realitzat excavacions en jaciments arqueològics com ara la Cova del Parco (Alòs de Balaguer), Montlleó o a l'abric Filador (Margalef de Montsant) i ha estudiat materials de la cova del Parpalló (Gandia).
Entre les seves publicacions destaquen Las industrias líticas del Paleolítico Superior Ibérico (1979), La puerta del pasado (1998), 58 anys i 7 dies. Correspondència de Pere Bosch Gimpera a Lluís Pericot (2002), Introducción a la Prehistoria (2005) i Tal como éramos (2005).